# Esolus berthelemyi
Esolus berthelemyi is een keversoort uit de familie beekkevers (Elmidae). De wetenschappelijke naam van de soort werd in 1975 gepubliceerd door Olmi.